# Boskant (Leopoldsburg)
Boskant is een gehucht in de gemeente Leopoldsburg in de Belgische provincie Limburg. Het bevindt ten zuidoosten van Leopoldsburg, aan de noordkant van de Grote Beek.

## Geschiedenis
Het gehucht ontstond vanaf 1835, toen het Kamp van Beverlo werd ingericht en hier de eerste burgers neerstreken. Aanvankelijk was het een verzameling armoedige cafés en barakken ten dienste van de militairen, waaronder het café van Coletteke Rijstpap, waar de soldaten kwamen eten.
Over de Grote Beek bevond zich in de nabijheid ook de Korteketenbrug, waarover het transport van materiaal plaatsvond.
De weg van Leopoldsburg naar Boskant werd later doorgetrokken naar Korspel en deze Corspelsestraat werd een belangrijke invalsweg naar Leopoldsburg. Boskant breidde in 1976 nog uit met een militaire wijk, en in 1989 met een burgerwijk.